# Neumark, Sachsen
Neumark är en kommun och ort i Vogtlandkreis i förbundslandet Sachsen i Tyskland. Kommunen har cirka 2 900 invånare.